# 仙台高等裁判所秋田支部
仙台高等裁判所秋田支部（日语：／ Sendai kōtō saibansho Akita shibu */?）是日本仙台高等裁判所設置於秋田縣秋田市的支部。

## 所在地
- 秋田縣秋田市山王七丁目1番1號

## 沿革
- 1949年（昭和24年）3月10日 - 仙台高等裁判所秋田支部開設。

## 事務分配
在仙台高等裁判所的管轄範圍內，下列區域的訴訟案件由秋田支部管轄：
- 秋田縣全境
- 青森縣（不含本廳直轄區域）、青森市（舊浪岡町地區）、弘前市、黑石市、平川市、五所川原市、津輕市、西津輕郡、中津輕郡、南津輕郡與北津輕郡
- 山形縣（不含本廳直轄區域）、鶴岡市、酒田市、東田川郡、飽海郡

## 外部連結
- 仙台高等裁判所HP（页面存档备份，存于）